# Прапор Костромської області
Пра́пор Костромсько́ї о́бласті є символом Костромської області. Прийнято 28 квітня 2006 року. 

## Опис
Прапор області являє собою прямокутне полотнище з відношенням ширини до довжини 2:3, що складається із трьох вертикальних смуг: двох червоного (по краях, кожна шириною в 1/4 довжини полотнища) і одна синього кольорів. У центрі синьої смуги — головна фігура герба Костромської області — жовтий човен. Висота зображення човена становить 1/2 від висоти полотнища, ширина — 1/3 від довжини полотнища. 